# Библиотека „Димитрије Туцовић” (Лазаревац)
Библиотека „Димитрије Туцовић” се налази у Лазаревцу, а основана је 1949. године. Носи име по вођи социјалистичког покрета у Србији, Димитрију Туцовићу. Оснивање библиотеке је везано за Прву књижницу са читаоницом у Лазаревцу основаном 14. августа 1910. године на иницијативу угледних Лазаревчана тог времена.

## Историја
Прва књижница са читаоницом у Лазаревцу је основана 14. августа 1910. година на иницијативу угледних Лазаревчана тог времена. Књижница је почела рад са 400 књига и била је тадашњи културни центар Лазаревца. Преко ове књижнице, радници су били претплаћени на Радничке новине, а у њој су се одржавали разни културни догађаји. Књижница је престала са радом на почетку Првог светског рата, када су сви њени чланови мобилисани и послати у рат.
Градска библиотека у Лазаревцу је основана 1949. године, а за матичну библиотеку општине Лазаревац је проглашена 1966. године. Библиотека је касније преименована у „Димитрије Туцовић” и данас припада мрежи Библиотеке града Београда, али је ипак финансијски независна. Оснивач и финансијер библиотеке је Скупштина града Београда.
До 2011. године библиотека је била смештена у просторијама Центра за културу у Лазаревцу, а у садашњу зграду пресељена је 2011. године.
Библиотека има дечије одељење, одељење за одрасле, одељење периодике, одељење стучног фонда и одељење за набавку и обраду, а њену мрежу огранака чине огранци у Великим Црљенима, Дудовици, Рудовцима, док има заједничке библиотеке са основним школома у Јунковцу и Степојевцу.